# Devolver Digital
Devolver Digital Inc. es un distribuidor de películas y videojuegos estadounidense con sede en Austin, Texas, especializado en la publicación de videojuegos independientes. Es reconocido por las series Serious Sam y Hotline Miami. La compañía fue fundada en 2009 por los antiguos ejecutivos de Gathering of Developers y Gamecock Media Group, Mike Wilson, Harry Miller y Rick Stults.

## Historia
Devolver Digital fue fundada en 2009 por Mike Wilson, Harry Miller y Rick Stults en Austin, Texas. El trío había cofundado anteriormente las compañías editoriales Gathering of Developers en 1998 y Gamecock Media Group en 2007.
Al formar Devolver Digital, se asociaron con los desarrolladores de Croteam, y pudieron obtener los derechos de la serie Serious Sam de 2K Games a través de Gathering of Developers. Esto condujo al primer juego publicado de Devolver Digital, Serious Sam HD: The First Encounter, el remake de alta definición de Serious Sam: The First Encounter.
En 2012, Hotline Miami se convirtió en el éxito de los editores, consolidando su papel dentro de la comunidad de juego indie.

### Distribución de películas
En el South by Southwest Film Festival de 2013, Devolver Digital anunció que su nuevo filial de distribución de películas, Devolver Digital Films, estaría encabezado por Mike Wilson y Andie Grace, ambos experimentados cineastas y conocedores de la industria. Citando la falta de apoyo para cineastas independientes en el punto de distribución y apoyo financiero en producción. Empleando el mismo enfoque para la distribución de películas que con la publicación de juegos, la ambición de Devolver Digital Films es "aplicar esa misma devoción ferozmente creativa a los cineastas independientes y sus proyectos".

### E3 2017
En mayo de 2017, Devolver Digital anunció que también celebrarían una conferencia de prensa en el E3 2017, pero también anunció que no habrá ningún "nuevo juego que se revele", una desviación de la norma, sino que en su lugar presenta una apariencia de Suda51. La conferencia de prensa en sí comenzó con un satírico video pregrabado de 20 minutos de un supuesto público en vivo, e incluyó un arma disparada al aire, un falso anuncio de un nuevo método de microtransacción donde el cliente literalmente puede tirar dinero a la pantalla para compra de artículos, así como un anuncio de "Acceso más temprano", una parodia de acceso anticipado en el que los jugadores pueden reservar juegos que aún no se han iniciado en la producción.

## Videojuegos

### Juegos publicados
| Año  | Título                                  | Desarrollador(es)                                                 | Plataforma(s) |
| ---- | --------------------------------------- | ----------------------------------------------------------------- | --- |
| 2009 | Serious Sam HD: The First Encounter     | Croteam                                                           | Microsoft Windows, Xbox 360                                                                                         |
| 2010 | Serious Sam HD: The Second Encounter    | Croteam                                                           | Microsoft Windows, Xbox 360                                                                                         |
| 2011 | Serious Sam Double D                    | Mommy's Best Games                                                | Microsoft Windows                                                                                                   |
| 2011 | Serious Sam: Kamikaze Attack!           | Be-Rad Entertainment                                              | Android, iOS, Microsoft Windows                                                                                     |
| 2011 | Serious Sam: The Random Encounter       | Vlambeer                                                          | Microsoft Windows                                                                                                   |
| 2011 | Serious Sam 3: BFE                      | Croteam                                                           | Linux, macOS, Microsoft Windows, PlayStation 3, Xbox 360                                                            |
| 2012 | Serious Sam: The Greek Encounter        | Eric Ruth Games                                                   | Microsoft Windows                                                                                                   |
| 2012 | To-Fu: The Trials of Chi                | HotGen                                                            | Android, Microsoft Windows                                                                                          |
| 2012 | Spacelings                              | HotGen                                                            | Android, Microsoft Windows                                                                                          |
| 2012 | Hotline Miami                           | Dennaton Games                                                    | Android, Linux, macOS, Microsoft Windows, Nintendo Switch, PlayStation 3, PlayStation 4, PlayStation Vita, Xbox One |
| 2012 | To-Fu 2                                 | HotGen                                                            | Microsoft Windows                                                                                                   |
| 2013 | Serious Sam Double D XXL                | Mommy's Best Games                                                | Microsoft Windows, Xbox 360                                                                                         |
| 2013 | Duke Nukem 3D: Megaton Edition          | - 3D Realms - General Arcade                                      | Linux, macOS, Microsoft Windows, PlayStation 3, PlayStation Vita                                                    |
| 2013 | Dungeon Hearts                          | Cube Roots                                                        | iOS, Linux, macOS, Microsoft Windows                                                                                |
| 2013 | Shadow Warrior Classic Redux            | - 3D Realms - General Arcade                                      | Android, Linux, macOS, Microsoft Windows                                                                            |
| 2013 | Foul Play                               | Mediatonic                                                        | Linux, macOS, Microsoft Windows, PlayStation 4, PlayStation Vita, Xbox 360                                          |
| 2013 | Shadow Warrior                          | Flying Wild Hog                                                   | Linux, macOS, Microsoft Windows, PlayStation 4, Xbox One                                                            |
| 2013 | Viscera Cleanup Detail: Shadow Warrior  | RuneStorm                                                         | Microsoft Windows                                                                                                   |
| 2013 | Defense Technica                        | Kuno Interactive                                                  | macOS, Microsoft Windows                                                                                            |
| 2014 | Cosmic DJ                               | GL33k                                                             | iOS, macOS, Microsoft Windows                                                                                       |
| 2014 | Luftrausers                             | Vlambeer                                                          | Android, Linux, macOS, Microsoft Windows, PlayStation 3, PlayStation Vita                                           |
| 2014 | Always Sometimes Monsters               | Vagabond Dog                                                      | Android, iOS, Linux, macOS, Microsoft Windows, PlayStation 4                                                        |
| 2014 | Dungeon Hearts Blitz                    | Tangent                                                           | Android, iOS |
| 2014 | OlliOlli                                | Roll7                                                             | Android, Linux, macOS, Microsoft Windows                                                                            |
| 2014 | Gods Will Be Watching                   | Deconstructeam                                                    | Android, iOS, Linux, macOS, Microsoft Windows                                                                       |
| 2014 | The Expendabros                         | Free Lives                                                        | macOS, Microsoft Windows                                                                                            |
| 2014 | Hatoful Boyfriend                       | - PigeoNation Inc. - Mediatonic                                   | Android, iOS, Linux, macOS, Microsoft Windows, PlayStation 4, PlayStation Vita                                      |
| 2014 | Heavy Bullets                           | Terri Vellmann                                                    | Linux, macOS, Microsoft Windows                                                                                     |
| 2014 | Sigils of Elohim                        | Croteam                                                           | Android, iOS, Linux, macOS, Microsoft Windows                                                                       |
| 2014 | The Talos Principle                     | Croteam                                                           | Android, iOS, Linux, macOS, Microsoft Windows, Nintendo Switch, PlayStation 4, Xbox One                             |
| 2014 | Fork Parker's Holiday Profit Hike       | Dodge Roll                                                        | macOS, Microsoft Windows                                                                                            |
| 2015 | Hotline Miami 2: Wrong Number           | - Dennaton Games - Abstraction Games                              | Android, Linux, macOS, Microsoft Windows, Nintendo Switch, PlayStation 3, PlayStation 4, PlayStation Vita, Xbox One |
| 2015 | Titan Souls                             | Acid Nerve                                                        | Android, macOS, Microsoft Windows, PlayStation 4, PlayStation Vita                                                  |
| 2015 | Not a Hero                              | Roll7                                                             | Android, Linux, macOS, Microsoft Windows, Nintendo Switch, PlayStation 4                                            |
| 2015 | Ronin                                   | Tomasz Wacławek                                                   | Linux, macOS, Microsoft Windows, PlayStation 4, PlayStation Vita                                                    |
| 2015 | Breach & Clear: Deadline                | - Mighty Rabbit Studios - Gun Media                               | Linux, macOS, Microsoft Windows                                                                                     |
| 2015 | OlliOlli2: Welcome to Olliwood          | Roll7                                                             | Android, Linux, macOS, Microsoft Windows                                                                            |
| 2015 | Dropsy                                  | - Tendershoot - A Jolly Corpse                                    | Android, iOS, Linux, macOS, Microsoft Windows                                                                       |
| 2015 | A Fistful of Gun                        | FarmerGnome                                                       | Microsoft Windows                                                                                                   |
| 2015 | Broforce                                | Free Lives                                                        | Linux, macOS, Microsoft Windows, Nintendo Switch, PlayStation 4                                                     |
| 2015 | Downwell                                | Moppin                                                            | Android, iOS, Microsoft Windows, Nintendo Switch, PlayStation 4, PlayStation Vita                                   |
| 2015 | Pathologic Classic HD                   | - Ice-Pick Lodge - General Arcade                                 | Microsoft Windows                                                                                                   |
| 2015 | Noct (early access)                     | C3SK                                                              | Linux, macOS, Microsoft Windows                                                                                     |
| 2015 | Hatoful Boyfriend: Holiday Star         | - PigeoNation Inc. - Mediatonic                                   | Linux, macOS, Microsoft Windows, PlayStation 4, PlayStation Vita                                                    |
| 2016 | #SelfieTennis                           | VRUnicorns                                                        | Microsoft Windows                                                                                                   |
| 2016 | Enter the Gungeon                       | Dodge Roll                                                        | Linux, macOS, Microsoft Windows, Nintendo Switch, PlayStation 4, Xbox One                                           |
| 2016 | OmniBus                                 | Buddy Cops, LLC                                                   | Linux, macOS, Microsoft Windows                                                                                     |
| 2016 | Reigns                                  | Nerial                                                            | Android, iOS, Linux, macOS, Microsoft Windows, Nintendo Switch                                                      |
| 2016 | Okhlos                                  | Coffee Powered Machine                                            | Linux, macOS, Microsoft Windows                                                                                     |
| 2016 | Mother Russia Bleeds                    | Le Cartel Studio                                                  | Linux, macOS, Microsoft Windows, Nintendo Switch, PlayStation 4                                                     |
| 2016 | Shadow Warrior 2                        | Flying Wild Hog                                                   | Microsoft Windows, PlayStation 4, Xbox One                                                                          |
| 2017 | Stories Untold                          | No Code                                                           | macOS, Microsoft Windows, Nintendo Switch, PlayStation 4, Xbox One                                                  |
| 2017 | Sub Rosa (early access)                 | Cryptic Sea                                                       | Linux, macOS, Microsoft Windows                                                                                     |
| 2017 | Serious Sam VR: The First Encounter     | Croteam                                                           | Linux, Microsoft Windows                                                                                            |
| 2017 | Serious Sam VR: The Second Encounter    | Croteam                                                           | Linux, Microsoft Windows                                                                                            |
| 2017 | Golf for Workgroups (early access)      | Cryptic Sea                                                       | Linux, macOS, Microsoft Windows                                                                                     |
| 2017 | Spaceplan                               | Jake Hollands                                                     | Android, iOS, macOS, Microsoft Windows                                                                              |
| 2017 | Strafe                                  | Pixel Titans                                                      | Linux, macOS, Microsoft Windows, PlayStation 4                                                                      |
| 2017 | Block'hood                              | Plethora Project                                                  | Linux, macOS, Microsoft Windows                                                                                     |
| 2017 | Serious Sam's Bogus Detour              | Crackshell                                                        | Linux, Microsoft Windows                                                                                            |
| 2017 | Absolver                                | Sloclap                                                           | Microsoft Windows, PlayStation 4, Xbox One                                                                          |
| 2017 | Serious Sam VR: The Last Hope           | Croteam                                                           | Microsoft Windows                                                                                                   |
| 2017 | Ruiner                                  | Reikon Games                                                      | Linux, Microsoft Windows, Nintendo Switch, PlayStation 4, Xbox One                                                  |
| 2017 | The Talos Principle VR                  | Croteam                                                           | Linux, Microsoft Windows                                                                                            |
| 2017 | Serious Sam 3 VR: BFE                   | Croteam                                                           | Linux, Microsoft Windows                                                                                            |
| 2017 | High Hell                               | - Terri Vellmann - Doseone                                        | macOS, Microsoft Windows                                                                                            |
| 2017 | Reigns: Her Majesty                     | Nerial                                                            | Android, iOS, Linux, macOS, Microsoft Windows, Nintendo Switch                                                      |
| 2018 | Genital Jousting                        | Free Lives                                                        | Microsoft Windows                                                                                                   |
| 2018 | The Red Strings Club                    | Deconstructeam                                                    | Linux, macOS, Microsoft Windows, Nintendo Switch                                                                    |
| 2018 | Crossing Souls                          | Fourattic                                                         | Linux, macOS, Microsoft Windows, Nintendo Switch, PlayStation 4, PlayStation Vita                                   |
| 2018 | Umiro                                   | Diceroll Studios                                                  | Android, iOS, macOS, Microsoft Windows                                                                              |
| 2018 | Minit                                   | - Jan Willem Nijman - Kitty Calis - Jukio Kallio - Dominik Johann | Linux, macOS, Microsoft Windows, Nintendo Switch, PlayStation 4, Xbox One                                           |
| 2018 | Block'hood VR                           | - Plethora Project - General Arcade                               | Microsoft Windows                                                                                                   |
| 2018 | The Swords of Ditto                     | Onebitbeyond                                                      | iOS, Linux, macOS, Microsoft Windows, Nintendo Switch, PlayStation 4                                                |
| 2018 | I Hate Running Backwards                | Binx Interactive                                                  | Linux, Microsoft Windows                                                                                            |
| 2018 | The Messenger                           | Sabotage Studio                                                   | Microsoft Windows, Nintendo Switch, PlayStation 4, Xbox One                                                         |
| 2018 | Reigns: Game of Thrones                 | Nerial                                                            | Android, iOS, Linux, macOS, Microsoft Windows, Nintendo Switch                                                      |
| 2018 | Gris                                    | Nomada Studio                                                     | iOS, macOS, Microsoft Windows, Nintendo Switch, PlayStation 4                                                       |
| 2019 | Pikuniku                                | Sectordub                                                         | Microsoft Windows, Nintendo Switch, Xbox One                                                                        |
| 2019 | Fork Parker's Crunch Out                | Mega Cat Studios                                                  | Super Nintendo Entertainment System                                                                                 |
| 2019 | Ape Out                                 | Gabe Cuzzillo                                                     | Microsoft Windows, Nintendo Switch                                                                                  |
| 2019 | Weedcraft Inc                           | Vile Monarch                                                      | Microsoft Windows                                                                                                   |
| 2019 | Katana Zero                             | Askiisoft                                                         | macOS, Microsoft Windows, Nintendo Switch, Xbox One                                                                 |
| 2019 | Observation                             | No Code                                                           | Microsoft Windows, PlayStation 4, Xbox One                                                                          |
| 2019 | Gato Roboto                             | Doinksoft                                                         | Microsoft Windows, Nintendo Switch, Xbox One                                                                        |
| 2019 | Devolver Bootleg                        | Doinksoft                                                         | Microsoft Windows                                                                                                   |
| 2019 | My Friend Pedro                         | DeadToast Entertainment                                           | Microsoft Windows, Nintendo Switch, PlayStation 4, Xbox One                                                         |
| 2019 | Gorn                                    | Free Lives                                                        | Microsoft Windows                                                                                                   |
| 2019 | Metal Wolf Chaos XD                     | - FromSoftware - General Arcade                                   | Microsoft Windows, PlayStation 4, Xbox One                                                                          |
| 2019 | Witcheye                                | Moon Kid                                                          | Android, iOS, macOS, Microsoft Windows, Nintendo Switch                                                             |
| 2019 | Heave Ho                                | Le Cartel Studio                                                  | Microsoft Windows, Nintendo Switch                                                                                  |
| 2019 | Serious Sam Classics: Revolution        | - Croteam - Alligator Pit                                         | Microsoft Windows                                                                                                   |
| 2019 | Exit the Gungeon                        | - Dodge Roll - Singlecore Games                                   | iOS, Microsoft Windows, Nintendo Switch, tvOS                                                                       |
| 2019 | Cricket Through the Ages                | Free Lives                                                        | iOS, tvOS |
| 2019 | Bleak Sword                             | More8Bit                                                          | iOS, tvOS |
| 2019 | Painty Mob                              | Flee Punk                                                         | iOS, tvOS |
| 2020 | Sludge Life                             | - Terri Vellmann - Doseone                                        | Microsoft Windows, Nintendo Switch                                                                                  |
| 2020 | Devolverland Expo                       | Flying Wild Hog                                                   | Microsoft Windows                                                                                                   |
| 2020 | Carrion                                 | Phobia Game Studio                                                | Linux, macOS, Microsoft Windows, Nintendo Switch, Xbox One, PlayStation 4                                           |
| 2020 | Fall Guys: Ultimate Knockout            | Mediatonic                                                        | Microsoft Windows, PlayStation 4                                                                                    |
| 2020 | Game of Thrones: Tale of Crows          | That Silly Studio                                                 | iOS, macOS, tvOS |
| 2020 | Serious Sam 4                           | Croteam                                                           | Microsoft Windows, Stadia, PlayStation 4, Xbox One, PlayStation 5, Xbox Series X/S                                  |
| 2020 | Disc Room                               | - Terri Vellmann - Doseone - Kitty Calis - Jan Willem Nijman      | Microsoft Windows, Nintendo Switch, Xbox One                                                                        |
| 2020 | Reigns: Beyond                          | Nerial                                                            | iOS, macOS, tvOS |
| 2020 | Enter the Gungeon: House of the Gundead | - Dodge Roll - Griffin Aerotech                                   | Arcade |
| 2021 | Olija                                   | Skeleton Crew Studio                                              | Microsoft Windows, Nintendo Switch, PlayStation 4, Xbox One                                                         |
| 2021 | Minit Fun Racer                         | - Jan Willem Nijman - Kitty Calis - Jukio Kallio - Dominik Johann | Microsoft Windows                                                                                                   |
| 2021 | Loop Hero                               | Four Quarters                                                     | Linux, macOS, Microsoft Windows, Nintendo Switch                                                                    |
| 2021 | Essays on Empathy                       | Deconstructeam                                                    | Microsoft Windows                                                                                                   |
| 2021 | Phantom Abyss (early access)            | Team WIBY                                                         | Microsoft Windows                                                                                                   |
| 2021 | Boomerang X                             | Dang!                                                             | Microsoft Windows, Nintendo Switch                                                                                  |
| 2021 | Death's Door                            | Acid Nerve                                                        | Microsoft Windows, Nintendo Switch, PlayStation 4, PlayStation 5, Xbox One, Xbox Series X/S                         |
| 2021 | Blightbound                             | Ronimo Games                                                      | Microsoft Windows, PlayStation 4, Xbox One                                                                          |
| 2021 | My Friend Pedro: Ripe for Revenge       | DeadToast Entertainment                                           | Android, iOS |
| 2021 | Devolver Tumble Time                    | Nopopo                                                            | Android, iOS |
| 2021 | Inscryption                             | Daniel Mullins Games                                              | Microsoft Windows, PlayStation 4, PlayStation 5, Nintendo Switch, Xbox One, Xbox Series X/S                         |
| 2022 | Weird West                              | WolfEye Studios                                                   | Microsoft Windows, PlayStation 4, Xbox One                                                                          |
| 2022 | Shadow Warrior 3                        | Flying Wild Hog                                                   | Microsoft Windows, PlayStation 4, Xbox One                                                                          |
| 2022 | Tentacular                              | Firepunchd Games                                                  | Meta Quest 2, Microsoft Windows                                                                                     |
| 2022 | Serious Sam: Tormental                  | Gungrounds                                                        | Microsoft Windows                                                                                                   |
| 2022 | Ragnorium                               | Vitali Kirpu                                                      | Microsoft Windows                                                                                                   |
| 2022 | Trek to Yomi                            | Flying Wild Hog                                                   | Microsoft Windows, PlayStation 4, PlayStation 5, Xbox One, Xbox Series X/S                                          |
| 2022 | Card Shark                              | Nerial                                                            | Microsoft Windows, Nintendo Switch                                                                                  |
| 2022 | Wizard with a Gun                       | Galvanic Games                                                    | Microsoft Windows, Nintendo Switch                                                                                  |
| 2022 | Demon Throttle                          | Doinksoft                                                         | Nintendo Switch |
| 2022 | Cult of the Lamb                        | Massive Monster                                                   | Microsoft Windows, Nintendo Switch, PlayStation 4, PlayStation 5, Xbox One, Xbox Series X/S                         |
| 2022 | Terra Nil                               | Free Lives                                                        | Microsoft Windows                                                                                                   |
| 2022 | McPixel 3                               | Sos Sosowski                                                      | TBA |
| 2022 | Return to Monkey Island                 | Terrible Toybox                                                   | TBA |
| 2023 | Gunbrella                               | Doinksoft                                                         | Microsoft Windows, Nintendo Switch                                                                                  |
| 2023 | Anger Foot                              | Free Lives                                                        | Microsoft Windows                                                                                                   |
| 2023 | Skate Story                             | Sam Eng                                                           | Microsoft Windows                                                                                                   |
|      | The Talos Principle 2                   | Croteam                                                           | PlayStation 5, Windows, Xbox Series X/S                                                                             |
| 2024 | The Plucky Squire                       | All Possible Futures                                              | Microsoft Windows, Nintendo Switch, PlayStation 5,Xbox Series X/S                                                   |
| 2024 | Phantom Abyss                           | Team WIBY                                                         | Windows, Xbox Series X/S                                                                                            |
| 2024 | The Crush House                         | Nerial                                                            | Windows |
| 2024 | Skate Story                             | Sam Eng                                                           | macOS, Windows |
| 2024 | Pepper Grinder                          | Ahr Ech                                                           | Nintendo Switch, Windows, PlayStation 4, PlayStation 5, Xbox One, Xbox Series X/S                                   |
| 2024 | Anger Foot                              | Free Lives                                                        | Linux, macOS, Windows                                                                                               |
| TBA  | Eitr                                    | Eneme Entertainment                                               | Linux, macOS, Microsoft Windows, PlayStation 4                                                                      |
| TBA  | Paradise Never                          | Kitty Lambda                                                      | Linux, macOS, Microsoft Windows                                                                                     |
| TBA  | Tenjutsu                                | Deepnight Games                                                   | Nintendo Switch, PlayStation 5, Windows, Xbox Series X/S                                                            |
| TBA  | Unnamed game                            | Beans Team                                                        | TBA |